# نقل التقانة

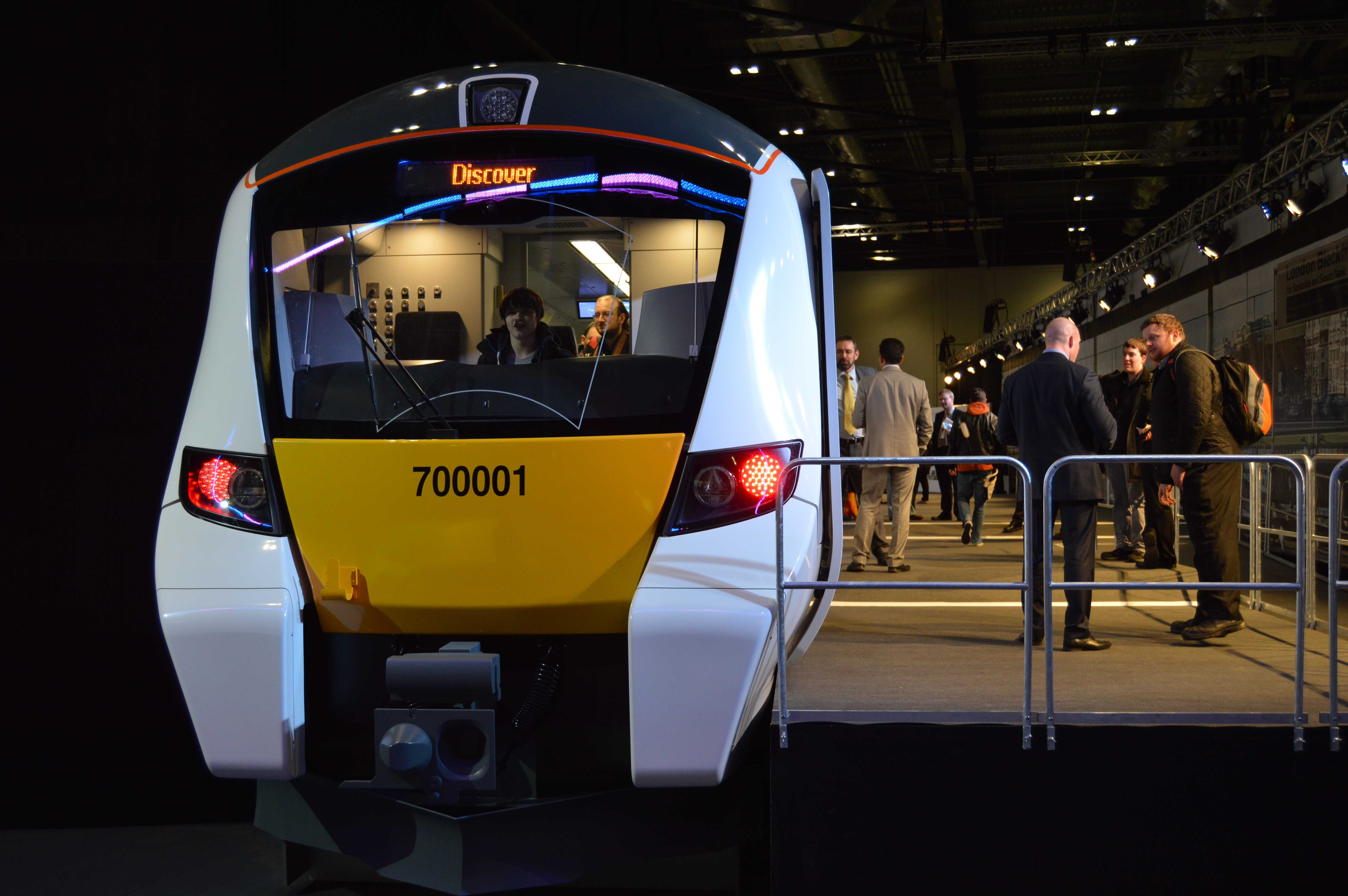

نقل التقنية أيضاً يطلق عليها تسويق التقنية، هي عملية نقل المهارات، المعرفة، التقنيات، طرق التصنيع، عينات التصنيع والمرافق بين الحكومات أو الجامعات وغيرها من المنشآت لضمان وصول التطور العلمي والتقني لشريحة واسعة من المستخدمين الذين يمكنهم بعد ذلك مواصلة التطوير والاستفادة من التقنية لإنتاج منتجات جديدة، عمليات، تطبيقات، مواد أو خدمات.
نقل التقنية هي نقل التقنية الجديدة من المنشئ إلى مستخدم ثانوي، خاصة من البلدان المتقدمة إلى البلدان النامية في محاولة لتعزيز اقتصاداتها. البعض يعتبر نقل التقنية بأنها عملية نقل الموضوعات البحثية الواعدة إلى مستوى من النضج إستعداداً للتصنيع أو الإنتاج. ويرتبط نقل التقنية ارتباط وثيق ( ويمكن القول بإنها مجموعة فرعية ) بنقل المعرفة.

## عملية نقل التقنية
العديد من الشركات والجامعات والمنظمات الحكومية الآن لديها مكتب نقل التقنية مخصصة لتحديد البحوث التي لها فوائد تجارية محتملة واستراتيجيات لكيفية استغلالها. على سبيل المثال، قد يكون نتيجة الأبحاث مصلحة علمية وتجارية، ولكن عادة يتم إصدار براءات الاختراع فقط للعمليات التطبيقية، فيجب على الشخص -وليس بالضرورة الباحثين- أن يأتي مع عملية تطبيقية محددة. وهناك اعتبار آخر هو قيمة تجارية، على سبيل المثال، في حين أن هناك العديد من الطرق لإنجاز الاندماج النووي، تلك التي لها قيمة تجارية هي تلك التي تولد المزيد من الطاقة أكثر مما يتطلب أن تعمل.
عملية الاستفادة وإستغلال البحوث تجارياً تختلف على نطاق واسع. يمكن أن تنطوي على ترخيص اتفاقيات أو إقامة المشاريع المشتركة والشراكات لتبادل كل من المخاطرة والعوائد لجلب التقنيات الجديدة إلى السوق.
قد تعمل مكاتب نقل التقنية نيابة عن المؤسسات البحثية والحكومات وحتى الشركات الكبرى المتعددة الجنسيات. حيث الشركات الناشئة هم العملاء لهم. تؤخد منهم رسوم تجارية بدلاً من حصة في الشركة. نتيجة التعقيد المحتمل لعملية نقل التقنية، منظمات نقل التقنية غالبا ما تكون متعددة التخصصات، بما في ذلك الاقتصاديين والمهندسين والمحامين والمسوقين والعلماء. ديناميكية عملية نقل التقنية قد جذبت اهتمام في حد ذاتها، وهناك العديد من الجمعيات والدوريات المخصصة.